# Rangel Valchanov
Rangel Valchanov (en bulgare : Рангел Вълчанов), parfois orthographié Rangel Vulchanov, né le 12 octobre 1928 à Krivina (Elin Pelin) et mort le 30 septembre 2013 (à 84 ans), est un acteur et réalisateur de cinéma bulgare. Il a été élu meilleur réalisateur bulgare du XXe siècle.

## Biographie
Rangel naît dans le village de Krivina, dans le district de Sofia. Il est diplômé de la Krastyo Sarafov National Academy for Theater and Film Arts en 1953. Il commence à travailler comme assistant réalisateur, avant de devenir réalisateur de films pour le cinéma. Il a travaillé en Tchécoslovaquie de 1970 à 1972.
Ses films les plus remarquables sont On a Small Island (1958), Sun and Shadow (1962), Judge and the Forest (1975), The Unknown Soldier's Patent Leather Shoes (1979), Whither Now? (1988). Son film Partir pour aller où a été projeté dans la section Un certain regard au Festival de Cannes en 1986 et a figuré sur la liste de la 15e édition du Festival international du film de Moscou.
Le 9 octobre 2012, il est élu membre de l'Académie bulgare des sciences.
Il meurt d'un cancer le 30 septembre 2013, âgé de 84 ans.

## Filmographie

### Comme réalisateur
- 1958 : Sur une petite île (Na malkiya ostrov)
- 1960 : La Première Leçon (Parvi urok)
- 1962 : Slantzeto i syankata
- 1963 : Inspektorat i noshtta
- 1963 : Tarsi se spomen (court-métrage)
- 1965 : Valchitsata
- 1966 : Dzhesi Dzeyms sreshtu Lokum Shekerov
- 1967 : Pateshestvie mezhdu dva bryaga (documentaire)
- 1970 : Ezop
- 1970 : Tvár pod maskou
- 1971 : Sance
- 1973 : Byagstvo v Ropotamo
- 1973 : Yubiley 25 (documentaire)
- 1973 : Tvorcheski portret na Konstantin Kotsev (film TV documentaire)
- 1973 : Lyubomir Pipkov (documentaire)
- 1973 : Gabrovo se smee (documentaire)
- 1973 : Bulgarski ritmi
- 1974 : Tvorcheski protret na Lyubomir Pipkov (Film TV)
- 1975 : Sledovatelyat i gorata
- 1978 : S lyubov i nezhnost
- 1979 : Les Chaussures vernies du soldat inconnu (Lachenite obuvki na neznayniya voin)
- 1982 : Mechtatel (documentaire)
- 1983 : Posledni zhelaniya
- 1983 : Indiya zavinagi (documentaire)
- 1983 : Indiya, moya lyubov (documentaire)
- 1983 : Gena Dimitrova (documentaire)
- 1986 : Partir pour aller où (Za kude putuvate)
- 1987 : Spomeni ot badeshteto
- 1988 : A sega nakade?
- 1989 : Razvodi, razvodi (segment n°6)
- 1990 : Nemirnata ptitza lyubov
- 1993 : Harry nous a quittés
- 2007 : A dnes nakade

### Comme acteur
- 1951 : Trevoga : Boyko
- 1951 : Utro nad Rodinata : Stoychev
- 1954 : Pesen za choveka : Lesev
- 1956 : Dimitrovgradtsy
- 1956 : Ekipazhat na Nadezhda : Moryak
- 1956 : Point premier de l'ordre du jour : Uchastnik vav filma
- 1956 : Dve pobedi : Lambi Bushona
- 1962 : Slantzeto i syankata : Chovek na plazha
- 1963 : Tarsi se spomen (court-métrage) : Chete teksta
- 1964 : Neveroyatna istoriya : Zarkov
- 1966 : Dzhesi Dzeyms sreshtu Lokum Shekerov
- 1970 : Ezop
- 1990 : Karnavalat : Rezhisyorat
- 1990 : Nemirnata ptitza lyubov : Arhiepiskop
- 1993 : Neshto vav vazduha
- 2002 : Rapsodiya v byalo : Président du comité
- 2005 : Otkradnati ochi : l'homme fou
- 2007 : A dnes nakade
- 2009 : Raci